# Відуґери
Відуґери (пол. Widugiery) — село в Польщі, у гміні Пунськ Сейненського повіту Підляського воєводства.
Населення — 183 особи (2011).
У 1975-1998 роках село належало до Сувальського воєводства.

## Демографія
Демографічна структура станом на 31 березня 2011 року:
|          | Загалом | Допрацездатний вік | Працездатний вік | Постпрацездатний вік |
| -------- | ------- | ------------------ | ---------------- | -------------------- |
| Чоловіки | 94      | 15                 | 65               | 14                   |
| Жінки    | 89      | 15                 | 54               | 20                   |
| Разом    | 183     | 30                 | 119              | 34                   |